# Asperge-erwt
De asperge-erwt (Lotus tetragonolobus, synoniem: Tetragonolobus purpureus) is een eenjarige plant afkomstig uit het Middellandse Zeegebied, Klein-Azië en Syrië. De soort behoort tot de vlinderbloemenfamilie (Leguminosae of Fabaceae). Het aantal chromosomen is 2n = 14.
De 10–40 cm hoge, kruipende plant heeft drie tot vier stengels.

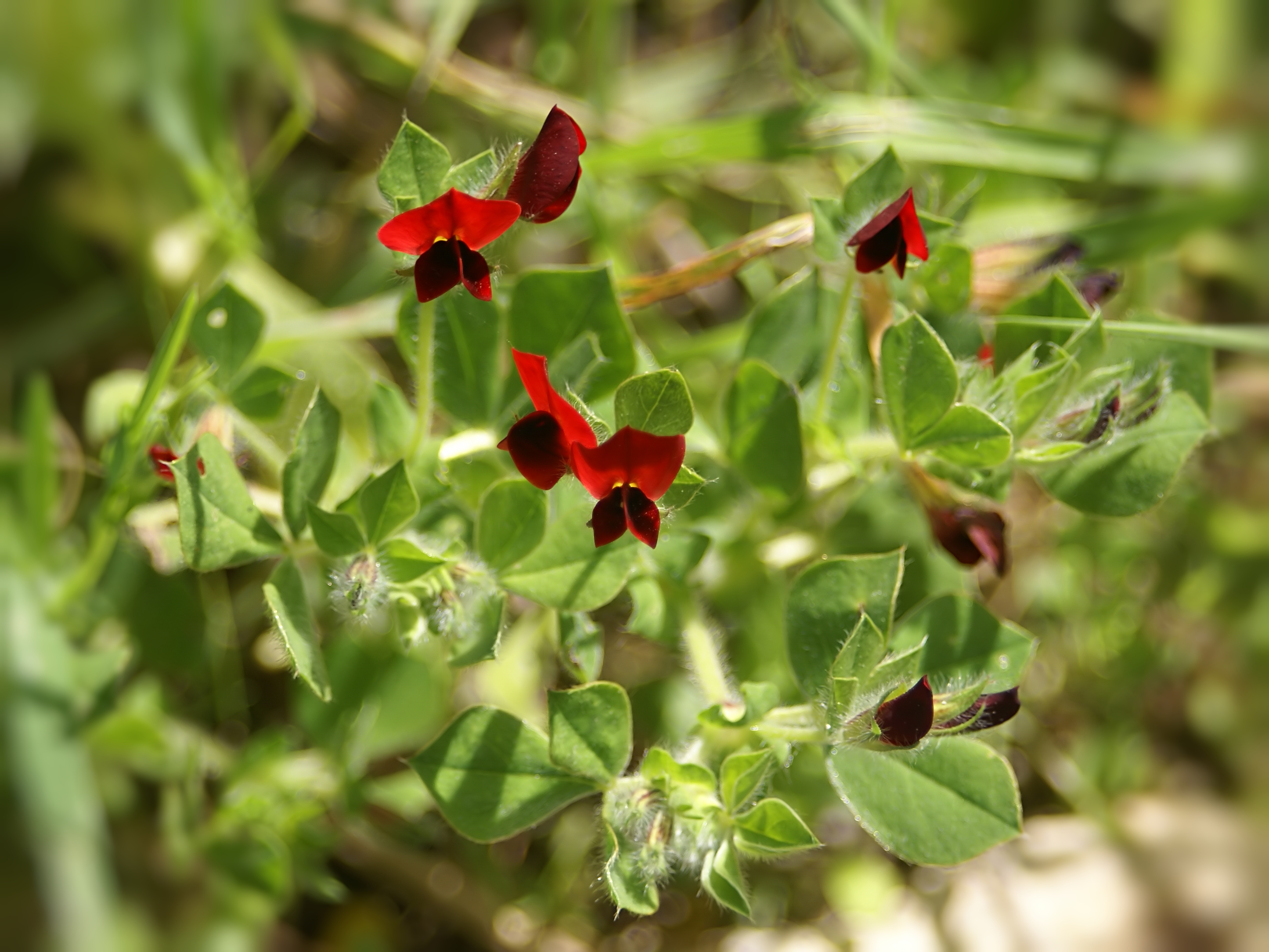
Plant

De asperge-erwt bloeit vanaf half juni met 15–20 mm grote, donkerrode of gele bloemen en heeft drietallige, eironde bladeren. De volgroeide, houtige peulen zijn 8–9 cm lang. In een peul zitten ongeveer tien, ronde, lichtbruine zaden met een duizendkorrelgewicht van 45 g.

## Gebruik
De gevleugelde, vierhoekige, jonge peul met een lengte van 2–4 cm is eetbaar en smaakt enigszins naar amandelen. Het gewicht van een jonge peul is 1-2 g. De jonge stengels kunnen gegeten worden als asperges en de zaden kunnen gebruikt worden als koffiesurrogaat.
In Nederland kan de asperge-erwt gezaaid worden van eind april tot half juni en kunnen van juli tot september geplukt worden. De rijafstand is 20–25 cm en de plantafstand in de rij is 5 cm. Aan een plant komen ongeveer dertien peulen.

## Namen in ander talen
- Duits: Rote Spargelerbse
- Engels: Edible birdsfoot trefoil
- Frans: Lotier comestible, Lotier rouge, Pois carré, Pois-asperge

... · 
L. corniculatus · 
L. corniculatus var. corniculatus (Gewone rolklaver) · 
L. glaber (Smalle rolklaver) · 
L. pedunculatus (Moerasrolklaver) · 
L. tetragonolobus (Asperge-erwt) · 
...